# 金兰湾军事基地

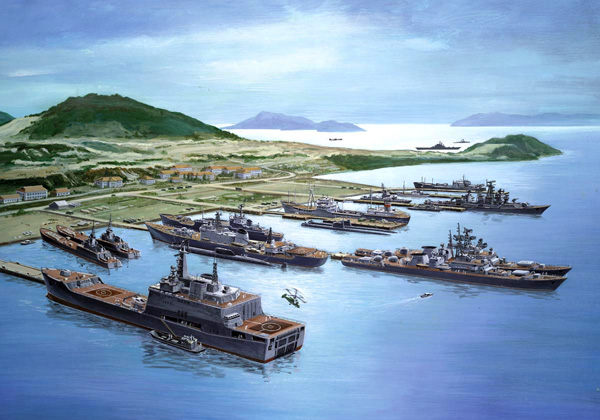
金蘭灣基地概念圖 (1985年)

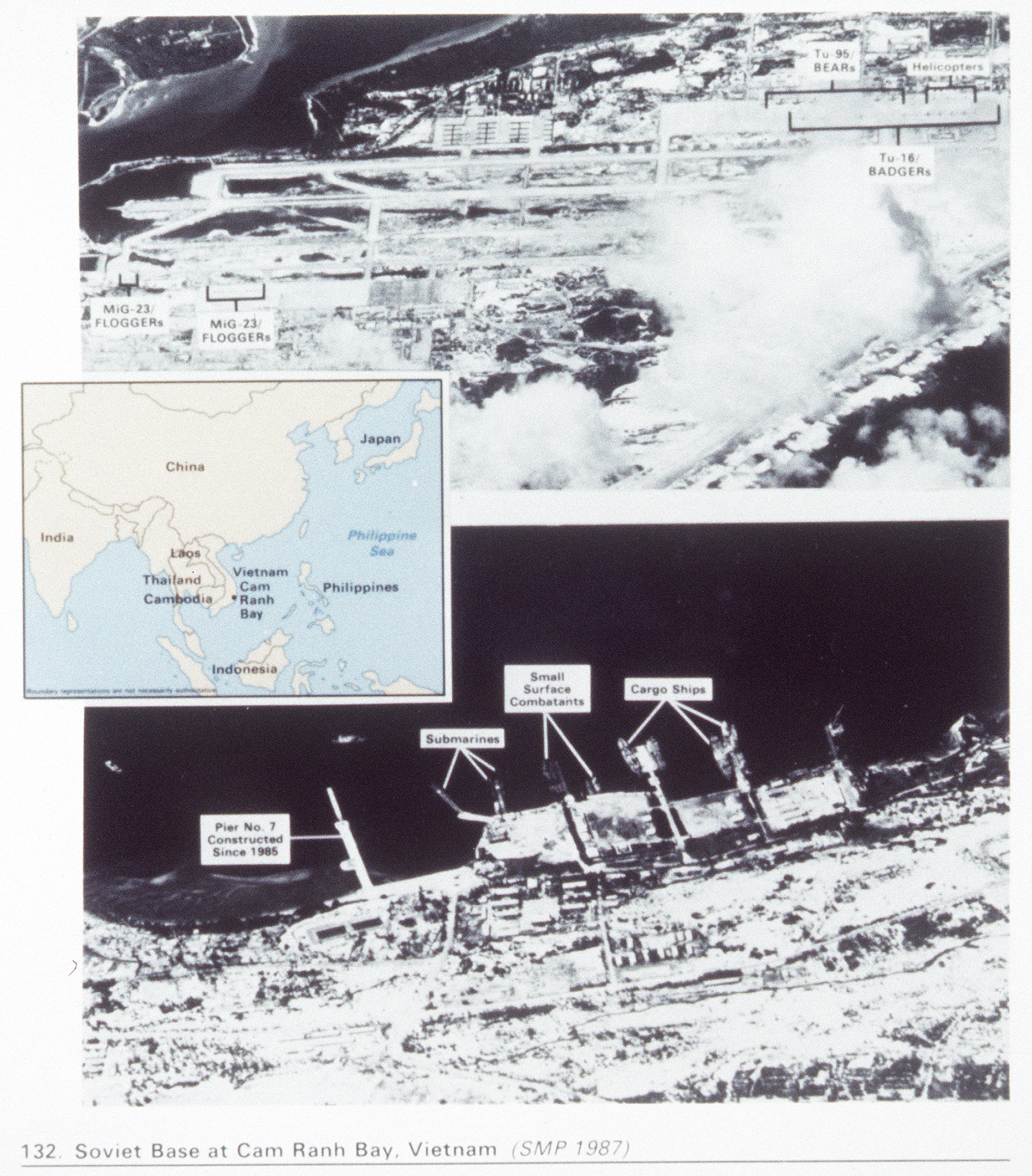
1987年美軍對金蘭灣蘇聯基地的空照圖

金兰湾军事基地，是越南的重要军港，建于慶和省境內、越南东南部海岸向前突出的弧形顶点。水深可停泊航空母舰，被认为是世界上最好的深水港之一，它同时位于沟通太平洋和印度洋的重要水路上，具有极其重要的战略价值。

## 概要
在法属印度支那時期，此地多作為軍事基地。日俄战争中，波羅的海艦隊停靠於此。太平洋戰爭中，日本海軍也使用此軍港。
1960年代越南战争期间，南越政府将金兰湾租给美国作为军事基地，美国对其进行了全面的扩建，在战争中使用该基地出动飞机对北越地区进行轰炸。越战结束后，美军被迫撤离该基地。
1970年代中期，由於中蘇交惡，越南當局開始倒向蘇聯，並導致中越戰爭爆發。1979年，苏联同越南签订协议，无偿租用金兰湾25年，用于控制东南亚地区和其沿海一带。1980年代，苏联进一步对金兰湾进行了扩建，使其成为苏联海外最大的军事基地。其時，太平洋艦隊旗艦-明斯克號航空母艦曾駐紮於此基地；此外，蘇聯亦於金蘭灣空軍基地部署圖-95、圖-16等戰略及戰術轟炸機，以便在「第一島鏈」（包括日本）週邊實行常態巡航，史稱「東京急行」。
1992年5月，苏联解体后，俄罗斯因財政困難，不願繳交每年2亿美元的租金。2002年5月2日，俄罗斯海軍駐越單位撤出金兰湾。
之后美国和中国都对该军事基地产生兴趣，有意租用。
2003年，該地的空軍基地被改建為民用的機場。
2010年3月，越南總理阮晉勇宣布該軍港將進行3年升級計劃，完成後將開放予外國軍船使用。隨著南海諸島主權爭議升溫，加上中国人民解放軍航空母艦辽宁号投入使用的潛在衝突，使得越南當局大感緊張，並準備展開與美國海軍的一連串合作，其中包含金蘭灣軍港租用事宜。
2016年3月，该基地的一部分被改建为专门服务外国舰船的国际新港。该港专门用于为世界各国的船只补给、维修和人员休整，同时可以储存燃料。同年10月，俄罗斯国防部发布消息称正在考虑在金兰湾建立军事基地。越南对此作出回应，称不会把金兰湾租给俄方使用。越南外交部发言人黎海平在记者会上表示：“越南的一贯立场是坚持军事不结盟，不与其他国家结盟对抗第三方。我们不会允许任何国家在越南设立军事基地。”越南海军中将阮国烁称，越南奉行独立自主的外交政策，保持与许多国家的友好联系，因此越方不会向某一个国家整体租借金兰湾，但欢迎各国使用金兰湾的商业化港口服务，所以俄罗斯只可以和其他国家一样使用金兰湾国际新港。
目前包括美国、俄罗斯、中国在内的各国海军时常访问金兰湾，尤其中国海军自2016年起时常在金兰湾进行补给休整，如2016年从亚丁湾返回的护航编队和2024年中非“和平团结-2024”联合军演的参演编队。